# Епархия Лирбе
Епархия Лирбе (лат. Dioecesis Lyrbitana) — упразднённая епархия Константинопольского патриархата, в настоящее время титулярная епархия Римско-Католической церкви.

## История
Античный город Лирбе, идентифицируемый сегодня с археологическими раскопками «Asarkale» на территории современной Турции, находился в византийском диоцезе Азия. До V века Лирбе был центром одноимённой епархии, входящей в митрополию Сиде Константинопольского патриархата.
С 1875 года епархия Лирбе является титулярной епархией Римско-Католической церкви.

## Греческие епископы
- епископ Зеуксий (упоминается в 325 году);
- епископ Кай (упоминается в 381 году);
- епископ Тауриан (упоминается в 431 году);

## Титулярные епископы
- епископ John Prendergast (17.09.1875 — ?);
- епископ Stanislao Marco Gross (24.02.1880 — ?);
- епископ Eugène-Louis Kleiner M.E.P.[1] (20.06.1890 — 14.09.1890) — назначен епископом Майсура;
- епископ Антал Папп (29.04.1912 — 1.06.1912) — назначен епископом Мукачева;
- епископ Cletus Vincent Pejov O.F.M.Cap. (13.12.1912 — 3.11.1941);
- епископ Willem Pieter Adrian Maria Mutsaerts (2.05.1942 — 18.03.2943) — назначен епископом Боскодукале;
- епископ Michael Gonzi (14.10.1943 — октябрь 1943) — назначен епископом Мальты;
- епископ Vittorio D’Alessi (5.04.1944 — 10.10.1945) — назначен епископом Конкордии;
- епископ Артуро Табера Араос C.M.F. (16.02.1946 — 2.02.1950) — назначен епископом Барбастро;
- епископ Alexander Mieceslaus Zaleski (28.03.1950 — 1.12.1965) — назначен епископом Лансинга;
  - вакансия с 1965 года по настоящее время.

## Источник
- Annuario Pontificio, Libreria Editrice Vaticana, Città del Vaticano, 2003, стр. 842, ISBN 88-209-7422-3
- Pius Bonifacius Gams, Series episcoporum Ecclesiae Catholicae, Leipzig 1931, стр. 450  (лат.)
- Michel Lequien, Oriens christianus in quatuor Patriarchatus digestus, Parigi 1740, Tomo I, coll. 1009—1010  (лат.)